# Dimorphorchis
Dimorphorchis es un género que tiene asignadas cinco especies de orquídeas epífitas. Es originario de Borneo.

## Taxonomía
El género fue descrito por Robert Allen Rolfe y publicado en Orchid Review 27: 149. 1919.

## Especies deDimorphorchis
- Dimorphorchis graciliscapa (A.L.Lamb & Shim) P.J.Cribb, Malesian Orchid J. 2: 80 (2008).
- Dimorphorchis lowii (Lindl.) Rolfe, Orchid Rev. 27: 149 (1919).
- Dimorphorchis rohaniana (Rchb.f.) P.J.Cribb, Malesian Orchid J. 2: 87 (2008).
- Dimorphorchis rossii Fowlie, Orchid Digest 53: 14 (1989).
- Dimorphorchis tenomensis (A.L.Lamb) P.J.Cribb, Malesian Orchid J. 2: 90 (2008).[1]